# Bassem Balaa
Bassem Omar Balaa (in arabo باسم عمر بلعة‎?; Beirut, 10 luglio 1981) è un ex cestista libanese.

## Carriera
Con il Libano ha disputato i Campionati mondiali del 2006 e tre edizioni dei Campionati asiatici (2003, 2005, 2007).